# Royal Football Club Seraing (167)
Pour les articles homonymes, voir Royal Football Club Seraing.
Maillots
Actualités
Dernière mise à jour : 5 mars 2025.
Page sur les clubs, porteurs du matricule 167, évoluant en Challenger Pro League. 
À l'origine basé à Boussu, le matricule 167 déménage à Seraing en 2014 et prend le nom de Seraing United. Un an plus tard, il devient le RFC Seraing, en hommage aux deux précédents clubs de la commune.

## Repères historiques du matricule
- 1922 : fondation du Sporting Club Boussu-Bois.
- 1922 : Le 15 mai, affiliation à l'URBSFA sous l'appellation de Sporting Club Boussu-Bois.
- 1926 : En décembre, le Sporting Club Boussu-Bois se voit attribuer le matricule 167 [3].
- 1934 : Le 6 avril, fondation du Football Club Élougeois qui s'affilie à l'URBSFA le 9 novembre de la même année et se voit attribuer le matricule 2195 [3].
- 1946 : Le Sporting Club Boussu-Bois (167) monte pour la première fois en séries nationales. Cette première expérience ne dure qu'une saison.
- 1951 : Le 24 mai, le Sporting club Boussu-Bois (167) est reconnu « Société Royale ». Le 4 juillet, il adapte sa dénomination qui devient ROYAL SPORTING CLUB BOUSSU-BOIS (167) [3]..
- 1981 : Le Football Club Élougeois (2195) monte pour la première fois en séries nationales. L'expérience tourne court et le club redescend aussitôt.
- 1982 : En juillet, le Royal Sporting Club Boussu-Bois (167) fusionne avec le Football Club Élougeois (2195) pour former le Royal Francs Borains Boussu-Élouges (167)[3].
- 1985 : En juillet, Royal Francs Borains Boussu-Élouges (167) change son appellation et devient Royal Francs Borains (167)[3].
- 2008 : En juillet, Royal Francs Borains (167) change son appellation et devient Royal Boussu Dour Borinage (167)[3].
- 2014 : En juillet, à la suite de la vente du matricule 167, le club déménage à Seraing et change son appellation en Seraing United.
- 2015 : En juillet, à la suite une longue démarche administrative, le club est autorisé à modifier sa dénomination, pour s’appeler désormais Royal Football Club Seraing.
- 2021 : Le 8 mai, le Royal Football Club Seraing remporte sa double confrontation de barrage face à Waasland-Beveren et accède à la première division pour la première fois de son histoire et 25 ans après l'absorption du Royal Football Club Seraing (17) par le Standard de Liège (16).
- 2022 : Le RFC Seraing se maintient en première division après avoir remporté une double confrontation de barrage face au RWDM.

## Histoire

### Royal Sporting Club Boussu-Bois
Les origines du club remontent à la glorieuse époque des pionniers. À la fin de la Première Guerre mondiale, des soldats britanniques s'adonnent à ce sport appelé « football » qui fait fureur dans leurs îles depuis déjà pas mal de temps. La jeunesse locale de Boussu découvre ce sport...et se prend au jeu. En 1919, un certain Georges D'Haussy tente de structurer les rassemblements de ces bandes de copains qui tapent dans un ballon. Il recrute principalement dans le quartier de Saint-Antoine. Les Britanniques présents ne se font pas prier et les jeunes Belges suivent rapidement.
Le principal souci des débutants est de trouver un terrain adéquat. C'est Rodolphe Lamy, ancien joueur de l'Union Sportive Liégeoise, et ingénieur à la « Société des Charbonnages Unis de l'Ouest de Mons » qui vient au secours des jeunes gens. Il leur fourni une surface de jeu dans le quartier Saint-Joseph à Boussu-Centre. Un an plus tard, est aménagé ce qui devient par la suite : le « Stade Saint-Charles ».
En 1921, un club est officiellement fondé. Il est baptisé: Sporting Club de Boussu-Bois. Monsieur Lamy en est le premier président. Des démarches sont effectuées et en 1922, le SC Boussu-Bois s'affilie à l'URBSFA. En « 1922-1923 », les premiers matches officiels sont disputés dans les séries régionales hennuyères.
En décembre 1926, quand est créé le Registre des matricules de l'URBSFA, le SC Boussu bois se voit attribuer le numéro 167.
Située dans une région économiquement modeste, le club ne peut compter que sur ses forces vives et sa propre formation de jeunes. En 1946, le club atteint pour la première fois de son Histoire, la Promotion qui est alors le 3e et dernier niveau national. L'aventure ne dure qu'une seule saison et pourtant il s'en faut de peu. Dans des séries recomposées au sortir de la guerre, la lutte est âpre. Le matricule 167 est versé dans la « série D », qui compte 17 équipes de Flandre occidentale et orientale et de l'Ouest du Hainaut. Le SV Roulers remporte le titre alors que le SC Boussu-Bois échoue à se maintenir pour...un tout petit point, derrière un quatuor composé de Wevelgem et de trois autres hennuyers: Wasmes, l'US Tournaisienne et AEC Mons.

#### Fondateur de la «Division 3»
En 1948, le cercle retrouve la nationale et, cette fois y séjourne pendant onze saisons consécutives. À deux reprises, en 1951 et en 1952, le matricule se hisse sur la 3e marche du podium. En 1952, sa performance vaut au cercle désormais dénommé Royal SC Boussu-Bois d'être qualifié pour faire partie des 32 fondateurs de la Division 3 sous ce terme. En juin 1952, l'URBSFA réalise une grande réforme en créant un 4e niveau national qui hérite du nom de « Promotion » alors que le troisième étage de la hiérarchie reçoit l'appellation de « Division 3 ». 
Le club se maintient pendant six saisons en D3 avec comme meilleur résultat une 5e place obtenue en 1954. Mais les lendemains déchantent quelque peu pour le R. SC Boussu-Bois qui recule sérieusement dans le classement. En 1956-1957, le club qui termine ex æquo avec l'AEC Mons, sauve sa peau de justesse. Mais ensuite, il subit deux relégations consécutives et retourne en séries provinciales au terme du championnat 1958-1959.
Dans la décennie qui suit, « les Hauts et les Bas » se succèdent. Le R. SC Boussu-Bois revient en séries nationales mais ne parvient jamais à y perdurer. Ainsi, s'il est en Promotion de 1961 à 1963, le matricule 167 doit patienter quatre ans avant de retrouver l'échelon national. La saison 1966-1967, voit un long coude-à-coude opposer Boussu-Bois à l'US Lessinoise. Le suspense se poursuit jusqu'au terme d'un test-match qui voit le RSCB-B regagner sa place en Promotion.

#### Deux fois vice-champion
Pendant neuf saisons, le matricule 167 émarge à la Promotion. En 1970, cette nouvelle aventure en nationale aurait pu tourner court. Boussu-Bois est à la peine et n'assure son sauvetage que de très peu. En fait, au-dessus des deux derniers que sont le FC Houdinois et Wevelgem, trois équipes terminent à égalité de points: 26. Le RC de Gand et le R. SC Boussu-Dour se sauvent pour avoir remporté une victoire de plus que le Stade Kortrijk.
Remis de ses frayeurs, Boussu réalisent ensuite trois beaux championnats qu'il boucle sur le podium, dont deux en étant vice-champion. En 1971, c'est Wavre Sports qui devance le cercle borain d'un point alors qu'en 1972, le Racing Jet Bruxelles (futur RJ Wavre !) est sacré parce qu'il totalise une victoire de plus.
Encore 3e en 1973, le RSCB-B régresse ensuite et en 1976 c'est la chute en 1re provinciale. Le « purgatoire » va durer sept ans. Coïncidence de l'histoire, c'est au moment où le matricule 167 quitte les séries nationales que, Jean Zarzecki le personnage qui va lui permettre de se développer et de grandir devient président...du club voisin du FC Élougeois.

### Royal Francs Borains Boussu-Élouges

#### Une fusion...et ça repart
En 1981-1982, alors que le SC Boussu-Bois végète en provinciale et que ses finances ne sont pas florissantes, un scandale touche le monde du football local. Le club voisin du FC Élougeois (matricule 2195) aurait tenter de corrompre un élément de l'Association Marchiennoise des Sports, un club rival dans la lutte pour le maintien en Promotion. Élouges, qui termine en position de relégué, est sanctionné par l'URBSFA et renvoyé en P2 ! Le président élougeois, Jean Zarzecki prend alors langue avec son homologue du SC Boussu, Robert Urbain pour débattre d'un projet de fusion entre les matricules 167 et 2195.
Le 1er juillet 1982, la fusion est une réalité. Le  R. SC Boussu-Bois et le FC Élougeois s'unissent pour former le Royal Francs Borains Boussu-Élouges, sous le matricule 167. Le club adapte son nom en Royal Francs Borains Boussu-Bois Élouges, et conserve le matricule 167 de Boussu-Bois, celui d'Élouges étant radié des listes de la Fédération Belge. La fusion est un succès, le club remontant en nationales un an plus tard. 
La courbe du succès se prolonge, en 1985, quand le club fusionné remporte sa série de Promotion et retrouve la Division 3 qu'il n'a plus connue depuis 1958. Le club raccourcit alors son nom en Royal Francs Borains, à l'initiative du président Jean Zarzecki, qui ambitionne de créer un grand club (professionnel) dans le Borinage, allant même jusqu'à parler de remporter une Coupe d'Europe !

ancien logo du R. Francs Borains

#### Épopée en Coupe de Belgique
Si les rèves européens du Président Zarzecki ne se réalisent pas, il s'en faut finalement d'assez peu. Lors de la saison 1983-1984, la Belgique du football apprend à connaître ce Royal Francs Borain qui étonne tout le monde en réussissant une incroyable épopée  en Coupe de Belgique. L'aventure commence discrètement par un succès lors contre Aulnois, un club de P2. Ensuite, le club aligne les qualifications et atteint les demi-finales. Ils sont battus par le Cercle de Bruges, qui s'inclinera face au FC Bruges en finale.
Lors de la saison suivante, le « RFBBB », qui bénéficie désormais d'un fort capital de sympathie acquis par son parcours héroïque en Coupe de Belgique, joue les premiers rôles dans sa série qu'il remporte, après un beau duel  contre un trio anversois (Merksem, Duffel et Testelt). C'est le premier titre obtenu en séries nationales par le club borain. Le club, qui adapte son appellation pour devenir le Royal Francs Borains, s'installe pour une decennie en Division 3. Le « matricule 167 » termine régulièrement dans ce que l'on a coutume d'appeler le « ventre mou » du classement. Il réalise sa meilleure saison en 1986-1987 quand il obtient la 7e place finale.
Hélas la situation financière du  club se dégrade et les meilleurs éléments s'en vont. En 1995, les « Francs Borains » sont rapidement distancés. Alors qu'Izegem n'est pas mieux loti, un certain suspense perdure avec l'Avenir Lembeek, pour la place de « barragiste » qui revient finalement au cercle brabançon. Le club borain doit descendre.

#### Faillite, chute puis retour
Revenu au 4e niveau, le club parvient à se stabiliser sportivement et assure son maintien au prix d'une 12e place, soit juste au-dessus du barragiste et des relégués. Lors de la 1996-1997, le « RFB » retrouve son ambition sportive. Le club joue la tête de sa série, finalement remportée par l'UR Namur. Classé 3e, les pensionnaires du stade Vedette sont qualifiés pour le tour final. Les rèves de retour en D3 s'arrêtent nets après une défaite au premier tour contre le Lyra (0-2). Pire, quelques semaines après la fin des compétitions, l'URBSFA sanctionne le club qui est sévèrement endetté. C'est une nouvelle chute en 1re provinciale.
Cette fois, l'absence des séries nationales ne dure qu'un an. Après une période difficile, le Royal Francs Borains goûte aux joies des titres décrochés. Le club est champion deux saisons de suite. D'abord en P1 Hainaut, puis en Promotion. Au terme de la saison 1998-1999, le matricule 167 est champion avec 10 points d'avance sur Tubize.

#### Club professionnel
Revenu en Division 3, le « RFB » souffle le chaud et le froid, jouant parfois le titre ou se qualifiant pour le tour final, il est menacé à d'autres occasions ou connaît certaines saisons en milieu de tableau. Le cercle entame bien sa nouvelle période au 3e niveau, en se trouvant dans le haut du classement pendant les trois premières années. Il décroche deux qualifications pour le tour final entrecoupée d'un titre honorifique de vice-champion en 2001. Suivent alors trois saisons délicates, principalement celle de 2004-2005, où il doit lutter pour son maintien jusqu'au terme de la compétition. Il se maintient en devançant l'UR Namur de deux points.
Passé cette frayeur, les Francs Borains repartent de plus belle et son de nouveau vice champions en 2006. Cependant, les deux saisons suivantes sont plus ternes avec une 11e place au terme du championnat. Ces deux résultats très moyens sont la raison principale de l'étonnement général qui marque les observateurs à la fin de l'exercice 2008-2009.
Durant l'été 2008, le club connaît une restructuration interne. La commune de Dour accepte de soutenir son club phare mais à la condition que le nom de l'entité apparaisse dans la dénomination officielle. C'est la raison pour laquelle, le R. Francs Borains devient le R. Boussu Dour Borinage.
En mai 2009, le matricule 167 termine sur le podium et se qualifie pour le tour final. Un tournoi qui cette saison-là connaît quelques adaptations, en raison de la réduction de la Division 1 de 18 à 16 clubs et du retour de la Division 2 à 18 formations. Un tour préliminaire, auquel échappe Boussu Dour  est même nécessaire. Il franchit les deux premiers tours en éliminant Mol-Wezel puis le Vigor Hamme. En finale, le RBDB est opposé au KV Woluwe-Zaventem, qui au tour précédent, a éliminé l'Royal Olympic Club de Charleroi-Marchienne (barragiste de D2), privant les supporters d'un « solide » derby hennuyer.
Après un partage (0-0) dans la périphérie bruxelloise, le R. Boussu Dour Borinage s'impose largement (5-1) lors du retour et est promu pour la première fois de son Histoire au 2e niveau national.
À la suite de cette montée « surprise », le club, qui franchit le pas du professionnalisme, est désigné pour être un « oiseau pour le chat » dans le championnat de Division 2. Mais c'est mal connaître les Borains qui fort d'un recrutement bien pensé réussissent joliment leur première saison dans l'antichambre de l'élite avec une 5e place finale.
La saison 2010-2011, doit être ce que l'on nomme habituellement la saison de confirmation. Les choses se déroulent moins bien et le cercle est mêlé à la lutte pour le maintien. Michel Wintacq, l'entraîneur héros de la montée, doit céder sa place, en avril 2011, au français Arnauld Mercier. Finalement, Boussu-Dour ne scelle son sort que lors de la dernière journée. Il compose, avec Tirlemont et Roulers, un trio qui termine un point devant le « barragiste » Turnhout.
L'exercice 2011-2012 est plus serein. Le RBDB finit 11e. Lors de la 4e saison du club en D2 apparaissent des espoirs un peu fous. Boussu-Dour joue les premiers rôles. Durant la première période, le matricule 167 se pose en vainqueur potentiel mais doit finalement s'incliner derrière le White Star Woluwe. La suite de la saison est très positive, malgré un passage à vide. Jusqu'aux dernières journées, le club reste potentiellement participant au tour final pour la montée en D1 ! Il termine de nouveau à la 5e place. Par contre, dans les coulisses, les choses sont moins agréables. Le cercle borain ne reçoit pas sa licence obligatoire pour évoluer dans le football rémunéré et ne doit de rester en D2 qu'à la suite d'un recours devant la « CBAS ».
Dès le début de la saison 2013-2014, la situation financière du club devient intenable. Une somme de 300 000 euro est évoquée pour assurer le sauvetage du matricule 167. Un repreneur est activement recherché. Plusieurs pistes se présentent. L'une est activée par l'ancien président Zarzecki, une autre regroupe des investisseurs locaux ou régionaux, finalement le club est vendu au FC Metz qui le transféra à Seraing.
Le matricule 23 qui évolue en P1 liégeoise reste silencieux jusqu'au 15 mai 2014 quand il est annoncé qu'un accord est trouvé avec le FC Charleroi (descendant vers la P1 hennuyère). Les matricules 23 et 94 fusionnent sous le numéro 94 pour former un cercle de P1 Hainaut.
Quelques semaines plus tard, le 15 mai 2014, des sympathisants de l'ancien club borain bouclent un arrangement pour l'obtention du matricule 5192 de Charleroi-Fleurus (descendant de D3 et en difficultés structurelles et financières). Le « matricule 5192 » reprend l'ancienne appellation de Royal Francs Borains.

### Royal Football Club Seraing

#### Le déménagement en terre liégeoise et la création de Seraing United
Si les nouveaux dirigeants sérésiens ont indéniablement profité des problèmes financiers des Francs Borains pour acquérir un matricule évoluant dans les divisions supérieures, ce n'est pas en partant d'une situation vierge. 
En effet, en 1996, le RFC Sérésien était un club important, évoluant en première division, porteur d'un vieux matricule, le 17, et ayant même connu un bref parcours européen. Cependant, le club vivait essentiellement de la générosité de son président, Gérald Blaton, et lorsque celui-ci, malade, décida de se retirer des affaires, il laissa les dirigeants du voisin et rival du Standard de Liège absorber le club. Cette disparition fut une énorme désillusion pour les sympathisants du RFC Seraing, qui durent se contenter durant des années d'un remplaçant, la Royal Union Liégeoise (matricule 23), qui déménagea au stade du Pairay la même année pour devenir Seraing-RUL puis RFC Sérésien. Les résultats ne suivèrent pas, au point que le club se retrouva en 1ère provinciale (5e niveau à l'époque).
En 2014, Dominique D'Onofrio, ancien entraîneur du Standard de Liège, reconverti en directeur sportif du club français du Football Club de Metz, fut un des principaux responsables de l'investissement des Français dans le club sérésien. C'est ainsi que le matricule 167 des Francs Borains fut vendu à un groupe dont l'actionnaire majoritaire est le FC Metz et déménagea vers Seraing où il devint le Seraing United, ne pouvant récupérer réglementairement le nom de RFC Seraing avant le 10ème anniversaire de la disparition de leur quasi-homonyme du RFC Sérésien.
Perçu comme le club satellite du Metz, le matricule 167 boucle, sous de nouvelles couleurs, une saison qui se ponctue par une excellente quatrième place en D2.

#### RFC Seraing: premières années compliquées, et retour en première division
La saison suivante, le club obtint de l'Union Belge le droit de se rebaptiser RFC Seraing mais lors cette saison 2015-2016, le club finit onzième, ce qui en cette année de réforme majeure des championnats, fut synonyme de relégation au troisième niveau du football belge.
Se retrouvant dans la nouvelle Division 1 amateur, Seraing termine à la septième place du classement, puis la saison suivante, à la cinquième place, aux portes du tour final. 
En 2021, remportant sa double confrontation de barrage face à Waasland-Beveren, un club du nom de RFC Seraing accède à la première division pour la première fois de son histoire et 25 ans après la disparition de son « ancêtre » du RFC Seraing (17).

## Football Club Élougeois
Fondé en avril 1934, dans le petit village d'Élouges, le FC Élougeois s'affilie cinq mois plus tard auprès de l'URBSFA qui lui attribue le « matricule 2195 ». Le club évolue à « Sainte-Odile ».
Le club reste très long dans l'annonymat des séries provinciales, en fait jusqu'au milieu des années 1970.
Durant la saison 1975-1976, Jean Zarzecki, un natif de la région de parents émigrés polonais accepte de s'impliquer plus en avant dans la gestion du matricule 2195. Lors de la saison suivante, le désormais président Zarzecki salue le titre de 3e provinciale (7e niveau de la hiérarchie) conquis par le FC Élougeois. Deux ans plus tard, le cercle fait son entrée en 1re provinciale.
L'ascension se poursuit avec en 1981 un nouveau titre permettant cette fois la montée en séries nationales.
Par contre, la saison 1981-1982 est un échec. Le FC Élougeois termine à la 15e des 16 places de sa série de Promotion, synonyme de relégation.
Le coup est d'autant plus dur que le matricule 2195 subit les foudres de l'URBSFA à la suite de ce que l'on appelle alors l'Affaire Élouges-Marchienne. Alors que le Président est en déplacement à l'étranger, un dirigeant d'Élouges aurait tenter de corrompre un membre du club de Marchienne qui lutte aussi pour son maintien (et ne parvient pas à l'obtenir). Le FC Élougeois est sanctionné d'une relégation de division et, de ce fait, se retrouve directement en 2e provinciale !
Les temps sont pour le moins difficiles pour le football dans ce coin du Borinage, car le R. SC Boussu-Bois ne va trop bien financièrement. Le président Zarzecki décide alors de réagir et propose une fusion entre les matricules 167 et 2195. Ce dernier disparaît une fois les accords entérinés.

## Résultats dans les divisions nationales
Statistiques mises à jour le 3 décembre 2024 (terme de la saison 2023-2024)

### Palmarès
- 2 fois champion de Belgique de Promotion en 1985 et 1999.

### Bilan
| Niv | Divisions     | Jouées | Titres | TM Up | TM Down |
| --- | ------------- | ------ | ------ | ----- | ------- |
| I   | 1re nationale | 2      | 0      |       | 1       |
| II  | 2e nationale  | 9      | 0      | 1     |         |
| III | 3e nationale  | 35     | 0      | 2     |         |
| IV  | 4e nationale  | 17     | 2      |       | 1       |
| V   | 5e nationale  | 0      | 0      |       |         |
|     |               |        |        |       |         |
|     | TOTAUX        | 63     | 2      | 3     | 2       |

- TM Up : test-match pour départager des égalités, ou toutes formes de Barrages ou de Tour final pour une montée éventuelle.
- TM Down : test-match pour départager des égalités, ou toutes formes de Barrages ou de Tour final pour le maintien.

### Classements saison par saison
| Ordre               | Saison  | Nom du club               | Niveau                 | Classement final | Remarques                                            |
| ------------------- | ------- | ------------------------- | ---------------------- | ---------------- | ---------------------------------------------------- |
| 1                   | 1946-47 | SC Boussu-Bois            | Promotion (D3) série D | 13e/17           | Relégué!                                             |
| séries provinciales |         |                           |                        |                  |                                                      |
| 2                   | 1948-49 | SC Boussu-Bois            | Promotion (D3) série A | 8e/16            |                                                      |
| 3                   | 1949-50 | SC Boussu-Bois            | Promotion (D3) série B | 6e/16            |                                                      |
| 4                   | 1950-51 | SC Boussu-Bois            | Promotion (D3) série D | 3e/16            |                                                      |
| 5                   | 1951-52 | R. SC Boussu-Bois         | Promotion (D3) série A | 3e/16            |                                                      |
| 6                   | 1952-53 | R. SC Boussu-Bois         | Division 3 série B     | 9e/16            |                                                      |
| 7                   | 1953-54 | R. SC Boussu-Bois         | Division 3 série A     | 5e/16            |                                                      |
| 8                   | 1954-55 | R. SC Boussu-Bois         | Division 3 série B     | 9e/16            |                                                      |
| 9                   | 1955-56 | R. SC Boussu-Bois         | Division 3 série A     | 12e/16           |                                                      |
| 10                  | 1956-57 | R. SC Boussu-Bois         | Division 3 série B     | 14e/16           |                                                      |
| 11                  | 1957-58 | R. SC Boussu-Bois         | Division 3 série A     | 16e/16           | Relégué!                                             |
| 12                  | 1958-59 | R. SC Boussu-Bois         | Promotion série B      | 14e/16           | Relégué!                                             |
| séries provinciales |         |                           |                        |                  |                                                      |
| 13                  | 1961-62 | R. SC Boussu-Bois         | Promotion série B      | 11e/16           |                                                      |
| 14                  | 1962-63 | R. SC Boussu-Bois         | Promotion série D      | 14e/16           | Relégué!                                             |
| séries provinciales |         |                           |                        |                  |                                                      |
| 15                  | 1967-68 | R. SC Boussu-Bois         | Promotion série A      | 10e/16           |                                                      |
| 16                  | 1968-69 | R. SC Boussu-Bois         | Promotion série C      | 9e/16            |                                                      |
| 17                  | 1969-70 | R. SC Boussu-Bois         | Promotion série C      | 13e/16           |                                                      |
| 18                  | 1970-71 | R. SC Boussu-Bois         | Promotion série B      | 2e/16            |                                                      |
| 19                  | 1971-72 | R. SC Boussu-Bois         | Promotion série A      | 2e/16            |                                                      |
| 20                  | 1972-73 | R. SC Boussu-Bois         | Promotion série B      | 3e/16            |                                                      |
| 21                  | 1973-74 | R. SC Boussu-Bois         | Promotion série A      | 12e/16           |                                                      |
| 22                  | 1974-75 | R. SC Boussu-Bois         | Promotion série D      | 8e/16            |                                                      |
| 23                  | 1975-76 | R. SC Boussu-Bois         | Promotion série A      | 16e/16           | Relégué!                                             |
| séries provinciales |         |                           |                        |                  |                                                      |
| 24                  | 1983-84 | R. FB Boussu-Bois Élouges | Promotion série D      | 5e/16            |                                                      |
| 25                  | 1984-85 | R. FB Boussu-Bois Élouges | Promotion série B      | 1er/16           | Champion et promu!                                   |
| 26                  | 1985-86 | R. Francs Borains         | Division 3 série A     | 9e/16            |                                                      |
| 27                  | 1986-87 | R. Francs Borains         | Division 3 série A     | 6e/16            |                                                      |
| 28                  | 1987-88 | R. Francs Borains         | Division 3 série A     | 11e/16           |                                                      |
| 29                  | 1988-89 | R. Francs Borains         | Division 3 série A     | 9e/16            |                                                      |
| 30                  | 1989-90 | R. Francs Borains         | Division 3 série A     | 10e/16           |                                                      |
| 31                  | 1990-91 | R. Francs Borains         | Division 3 série A     | 9e/16            |                                                      |
| 32                  | 1991-92 | R. Francs Borains         | Division 3 série A     | 11e/16           |                                                      |
| 33                  | 1992-93 | R. Francs Borains         | Division 3 série A     | 11e/16           |                                                      |
| 34                  | 1993-94 | R. Francs Borains         | Division 3 série A     | 11e/16           |                                                      |
| 35                  | 1994-95 | R. Francs Borains         | Division 3 série A     | 15e/16           | Relégué!                                             |
| 36                  | 1995-96 | R. Francs Borains         | Promotion série A      | 12e/16           |                                                      |
| 37                  | 1996-97 | R. Francs Borains         | Promotion série D      | 3e/16            | Relégué!                                             |
| séries provinciales |         |                           |                        |                  |                                                      |
| 38                  | 1998-99 | R. Francs Borains         | Promotion série D      | 1er/16           | Champion et promu!                                   |
| 39                  | 1999-00 | R. Francs Borains         | Division 3 série B     | 5e/16            |                                                      |
| 40                  | 2000-01 | R. Francs Borains         | Division 3 série B     | 2e/16            | Tour final                                           |
| 41                  | 2001-02 | R. Francs Borains         | Division 3 série B     | 5e/16            |                                                      |
| 42                  | 2002-03 | R. Francs Borains         | Division 3 série A     | 12e/16           |                                                      |
| 43                  | 2003-04 | R. Francs Borains         | Division 3 série B     | 11e/16           |                                                      |
| 44                  | 2004-05 | R. Francs Borains         | Division 3 série B     | 13e/16           |                                                      |
| 45                  | 2005-06 | R. Francs Borains         | Division 3 série B     | 2e/16            | Tour final                                           |
| 46                  | 2006-07 | R. Francs Borains         | Division 3 série B     | 11e/16           |                                                      |
| 47                  | 2007-08 | R. Francs Borains         | Division 3 série A     | 11e/16           |                                                      |
| 48                  | 2008-09 | R. Boussu Dour Borinage   | Division 3 série A     | 3e/16            | Promu via tour final                                 |
| 49                  | 2009-10 | R. Boussu Dour Borinage   | Division 2             | 5e/19            |                                                      |
| 50                  | 2010-11 | R. Boussu Dour Borinage   | Division 2             | 13e/18           |                                                      |
| 51                  | 2011-12 | R. Boussu Dour Borinage   | Division 2             | 11e/18           |                                                      |
| 52                  | 2012-13 | R. Boussu Dour Borinage   | Division 2             | 5e/18            |                                                      |
| 53                  | 2013-14 | R. Boussu Dour Borinage   | Division 2             | 9e/18            |                                                      |
| 54                  | 2014-15 | Seraing United            | Division 2             | 4e/18            |                                                      |
| 55                  | 2015-16 | R. FC Seraing             | Division 2             | 11e/17           | Relégué!                                             |
| 56                  | 2016-17 | R. FC Seraing             | Division 1 Amateur     | 7e/16            |                                                      |
| 57                  | 2017-18 | R. FC Seraing             | Division 1 Amateur     | 5e/16            |                                                      |
| 58                  | 2018-19 | R. FC Seraing             | Division 1 Amateur     | 7e/16            |                                                      |
| 59                  | 2019-20 | R. FC Seraing             | Division 1 Amateur     | 3e/16            | Promu                                                |
| 60                  | 2020-21 | R. FC Seraing             | Division 1B            | 2e/8             | Promu via barrage                                    |
| 61                  | 2021-22 | R. FC Seraing             | Division 1A            | 17e/18           | Le club gagne son barrage de maintien contre le RWDM |
| 62                  | 2022-23 | R. FC Seraing             | Division 1A            | 18e/18           | Relégué                                              |
| 63                  | 2023-24 | R. FC Seraing             | Division 1B            | 15e/16           |                                                      |
| 64                  | 2024-25 | R. FC Seraing             | Division 1B            | .../16           |                                                      |

 Le club gagne son barrage de maintien contre le RWDM

## Stades
De 1920 à 1988, le club évolue au « Stade Saint-Charles », situé à Boussu-Centre. Dans les accords de fusion avec le club voisin du FC Elougeois, il est convenu que le club fusionné évolue dans un nouveau stade.  
Depuis 1988, le « matricule 167 » club évolue au Stade du Pairay, du nom de la place principale et historique de Seraing .

## Personnalités du club

### Présidents
- Jean Zarzecki
- Robert Urbain
- André Arbonnier
- Rodolphe Lamy
- Mario Franchi
- Marc Sombreffe

### Anciens entraîneurs
- Michel Wintacq
- Jordi Condom
- Jean-Louis Garcia
- Henri Depireux
- Marc Grosjean
- Christophe Grégoire
- Emilio Ferrera

### Anciens joueurs connus
- Matthieu Udol
- Thomas Didillon
- Georges Mikautadze

### Joueur de la saison

#### Métallos d'or
Le « Métallo d’Or » couronne le joueur le plus méritant de la saison de la saison 2017-2018 à la saison 2020-2021.
| Saison    | Joueur             | Pays |
| --------- | ------------------ | ---- |
| 2017-2018 | Ibou Faye          |      |
| 2018-2019 | Théo Pierrot       |      |
| 2019-2020 | Brahim Sabaouni    |      |
| 2020-2021 | Georges Mikautadze |      |

#### Métallos de cristal
À la suite d'un partenariat avec le Val Saint-Lambert, le « Métallo de cristal » remplace le « Métallo d'or » à partir de la saison 2021-2022.
| Saison    | Joueur | Pays |
| --------- | ------ | ---- |
| 2021-2022 |        |      |